# Азра
Азра је била новоталасни музички састав из Загреба, који је основао Бранимир Џони Штулић 1977. године.

## Име
Јануара 1977. године за шанком Театра ТД у Загребу, локални анархисти су испијали лозу и причали о политици, славећи јер је Ђоко анархист (коме је посвећена песма Јаблан) добио кћерку, којој је требало дати име. Тада је Џони изрецитовао стихове чувене Хајнеове песме Азра, која се у преводу Сафвет-бег Башагића пева као севдалинка:
Казуј робе, откуда си, из племена којега си?
Ја се зовем Ел Мухамед, из племена старих Азра,
што за љубав живот губе и умиру када љубе.
Тако су исто вече добили име Азра и Ђокова ћерка и Џонијев нови бенд.

## Чланови бенда
У првом саставу Азре, из јануара 1977. били су:
- Бранимир Штулић – вокал и гитара
- Јосип Јуричић – гитара
- Бранко Матун – бас
- Паоло Сфеци – бубањ

Али, ова постава није дуго потрајала јер су се чланови бенда често мењали, односно Штулић их је мењао. Касније је, једно време, вокал у Азри био Јура Стублић, а Џони је само свирао гитару, јер је хтео да одустане од певања. У почетку су вежбали у једној бараци близу Филозофског факултета. У то време излазиле су омладинске новине Полет, које су пратиле алтернативна рок догађања, и која су помогла пробоју Азре у настанку новог вала.
Први албум су издали у следећој постави:
- Бранимир Штулић (глас, гитара)
- Мишо Хрњак (бас-гитара, глас)
- Борис Лајнер (бубњеви, глас)

Касније се постава мења још неколико пута, да би крајем 1980-их састав чинили:
- Бранимир Штулић (глас, гитара)
- Јурица Пађен (гитара од 1987)
- Стивен Кип (бас-гитара од 1987)
- Борис Лајнер (бубњеви, глас)

## Распуштање бенда
На врхунцу славе, 1984. године, Џони је распустио Азру (први али не и једини пут) и отишао у свет, односно у Холандију. У овом периоду је упознао Јосефину Фрудмајер, његову садашњу жену. Џони је у Холандији неколико година радио троструки албум на енглеском језику „It Ain' Like In The Movies At All“ који је релативно слабо прошао.
Године 1987. Штулић се вратио у земљу, заједно са новим басистом Стевеном Кипом, за којег каже да га је нашао на улици: "Нашао сам га на улици, једноставно сам га нашао. То увијек иде тако, видио сам га како свируцка и покушао. Свирао је цијелу 1987. и 1988. годину, са њиме сам направио Између крајности и Задовољштину". У наредне три године направио је још четири албума, пре коначног распуштања бенда. Бубњар Борис Лајнер на питање о распаду Азре кратко одговара: „Ах, било је то болно.“

## Дискографија

### Синглови
- Балкан / А шта да радим (Suzy, 1979)
- Џони, буди добар / Тешко вријеме (Југотон, 1982, уживо)
- Немир и страст / Довиђења на влашком друму (Југотон, 1983)
- Клинчек стоји под облоком / Flash (Југотон, 1984)
- Mon ami / Дубоко у теби (Југотон, 1984)

### 
- Лијепе жене пролазе кроз град / Позив на плес / Сузи Ф. (Југотон, 1980)
- Е па што / Слобода / Глуперде лутају далеко (Југотон, 1982)

### Албуми
- Азра (Југотон, 1980)
- Сунчана страна улице (Југотон, 1981, двоструки)
- Равно до дна (Југотон, 1982, троструки, уживо)
- Филигрански плочници (Југотон, 1982, двоструки)
- Сингл плоче 1979-1982. (Југотон, 1982) - компилација
- Кад фазани лете (Југотон, 1983)
- Криво срастање (Југотон, 1984)
- It Ain't Like in the Movies at All (Дискотон, 1986, троструки)
- Као и јучер: синглови 1983-1986. (Југотон 1987, компилација)
- Између крајности (Југотон, 1987)
- Задовољштина (Југотон, 1988, четвороструки, уживо)
- (Hi-Fi центар, 1997, двоструки)

### Филмографија
- Смоговци (1982), ТВ серија, група се појављује у једној од епизода
- Задовољштина (1987), концертни снимак, VHS издање Југотона
- Сретно дијете (2003), режија Игор Мирковић - филм о југословенском новом таласу.
- Кад Мики каже да се боји (2005), режија Инес Плетикос - документарац о људима о којима је Џони певао